# Orientilla aureorubra
Orientilla aureorubra (лат.) — вид ос-немок рода Orientilla из подсемейства Dasylabrinae.

## Распространение
Индия, Шри-Ланка.

## Описание
От близких видов отличаются следующими признаками (описаны по самкам и самцам ♂♀): скапус усика чёрный, голова и грудь красные, брюшко чёрное; тергит Т3 с бледной полосой. Мезоплеврон латерально сильно выступающий и образует большой шип. Метасомальный сегмент 1 петиолевидный. Вид был впервые описан в 1870 году, а его валидный статус подтверждён в ходе ревизии, проведённой в 2023 году японским энтомологом Juriya Okayasu (Университет Хоккайдо, Саппоро, Япония).